# Alexander Powernow
Alexander Powernow (* 17. Februar 1978) ist ein ehemaliger deutscher Boxer.

## Laufbahn
Powernow startete für den Box-Club Gifhorn. Er ist Deutscher Meister im Schwergewicht der Jahre 2000, 2004, 2005, 2006 und 2007, zudem wurde er Vizemeister 2003 und 2009. 2002 gewann er Bronze. Ihm gelangen unter anderem Siege gegen Steffen Kretschmann, Konstantin Airich, Stefan Köber, Lukas Schulz, Vitali Boot und Johann Witt.
Beim prestigeträchtigen Chemiepokal in Halle (Saale) gewann er 2005, 2006 und 2007 die Goldmedaille, 2003 und 2011 die Silbermedaille, sowie 2001 und 2004 jeweils eine Bronzemedaille. Er besiegte dabei unter anderem Bahram Muzaffer, Brad Pitt, József Darmos, Yoan Pablo Hernández und Kubrat Pulew.
Bei der Europameisterschaft 2004 in Pula unterlag er in der Vorrunde gegen Kubrat Pulew, gewann jedoch nach einer Halbfinalniederlage gegen Clemente Russo eine Bronzemedaille bei der EU-Meisterschaft 2005 in Cagliari. Sein größter Erfolg war der Gewinn einer Bronzemedaille bei der Weltmeisterschaft 2005 in Mianyang; nach Siegen gegen Vedran Đipalo, Beka Lobjanidze und Luis Ortiz, war er erst im Halbfinale gegen Alexander Alexejew ausgeschieden.
Eine weitere Bronzemedaille gewann er 2006 bei der Europameisterschaft in Plowdiw, als er nach Siegen gegen İhsan Yıldırım Tarhan und Clemente Russo, im Halbfinale gegen Roman Romantschuk unterlegen war. Bei der Weltmeisterschaft 2007 in Chicago besiegte er Bogdan Dinu und Krzysztof Zimnoch, ehe er im Achtelfinale wieder gegen Clemente Russo verlor.
2008 nahm er an den europäischen Olympia-Qualifikationsturnieren in Pescara und Athen teil, wo er einmal im Viertelfinale gegen Artur Szpilka und einmal im Achtelfinale gegen Elchin Alizade ausschied.
2011 startete er bei der Weltmeisterschaft in Baku, unterlag jedoch im Achtelfinale gegen Wassili Lewit. Zudem boxte er 2011/12 für das deutsche Team Leipzig Leopards in der World Series of Boxing.